# 1995-ös Tour de Hongrie
Az 1995-ös Tour de Hongrie a sorozat történetének 24. versenye volt, melyet július 24. és július 30. között bonyolítottak le. A versenyt -amin 109 kerékpáros indult- egyéni és csapat teljesítmény valamint sprint és hegyi részhajrák alapján értékelték. A viadalra előzetesen kilenc ország 18 csapata nevezett. Az összdíjazás meghaladta a félmillió forintot. A győzelmet az orosz Szergej Ivanov szerezte meg, aki az első szakaszon 2 perces előnnyel győzött, majd az ötödik szakaszt is megnyerte egy hatfős szökésben és az összetettben is végig vezetett. A legjobb magyar versenyző Istlstekker János volt, aki az első két szakaszon tudott az élcsoportban célba érni, összesítésben negyedik helyen zárt.

## Szakaszok
| Szakasz | Végpontok   | Végpontok   | Hossz  |                 | Jelleg            | Időpont               | Szakaszgyőztes   |
| Szakasz | Rajt        | Cél         | Hossz  |                 | Jelleg            | Időpont               | Szakaszgyőztes   |
| ------- | ----------- | ----------- | ------ | --------------- | ----------------- | --------------------- | ---------------- |
| 1.      | Budapest    | Eger        | 152 km | közepes szakasz | sík/hegyi szakasz | július 24., hétfő     | Szergej Ivanov   |
| 2.      | Eger        | Nyíregyháza | 165 km | közepes szakasz | sík/hegyi szakasz | július 25., kedd      | Jaroslaw Mihalec |
| 3.      | Nyíregyháza | Békéscsaba  | 188 km | sík szakasz     | sík szakasz       | július 26., szerda    | Steig Csaba      |
| 4.      | Szeged      | Pécs        | 192 km | közepes szakasz | sík/hegyi szakasz | július 27., csütörtök | Jaroslaw Mihalec |
| 5.      | Pécs        | Nagykanizsa | 142 km | sík szakasz     | sík szakasz       | július 28., péntek    | Szergej Ivanov   |
| 6.      | Szombathely | Ják         | 16 km  | egyéni időfutam | egyéni időfutam   | július 29., szombat   | Jens Dittmann    |
| 7.      | Szombathely | Győr        | 104 km | sík szakasz     | sík szakasz       | július 29., szombat   | Bebto Zoltán     |
| 8.      | Győr        | Budapest    | 129 km | sík szakasz     | sík szakasz       | július 30., vasárnap  | Árvai Attila     |

## Az összetett verseny végeredménye
|    | Versenyző          | Csapat               | Idő         |
| -- | ------------------ | -------------------- | ----------- |
| 1. | Szergej Ivanov     | Lada Szamara         | 25h 13' 28" |
| 2. | Alekszandr Kavecki | MTZ                  | + 1' 54"    |
| 3. | Jens Dittmann      | TSV Erfurt           | + 2' 13"    |
| 4. | Istlstekker János  | Szekszárdi Bici Tour | + 3' 05"    |
| 5. | Toivo Reinov       | Besançon             | + 4' 12"    |
| 6. | Eduard Csinkin     | Lada Szamara         | + 5' 06"    |

## Csapatverseny
|    | Csapat              | Idő         |
| -- | ------------------- | ----------- |
| 1. | Lada Szamara        | 75h 51' 15" |
| 2. | Klub Ukrajna        | + 8' 39"    |
| 3. | MTZ                 | + 14' 06"   |
| 4. | Besançon            | + 17' 06"   |
| 5. | Krakow              | + 21' 39"   |
| 6. | TSV Erfurt          | + 21' 45"   |
| 7. | Blikk-Stolwerck-FTC | + 31' 36"   |